# Ah Yue Lou
Ah Yue Günther Karl Lou (* 7. Oktober 1923 in Hamburg; † 17. April 2005 ebenda) war ein deutscher Schauspieler. 

## Leben und Werk

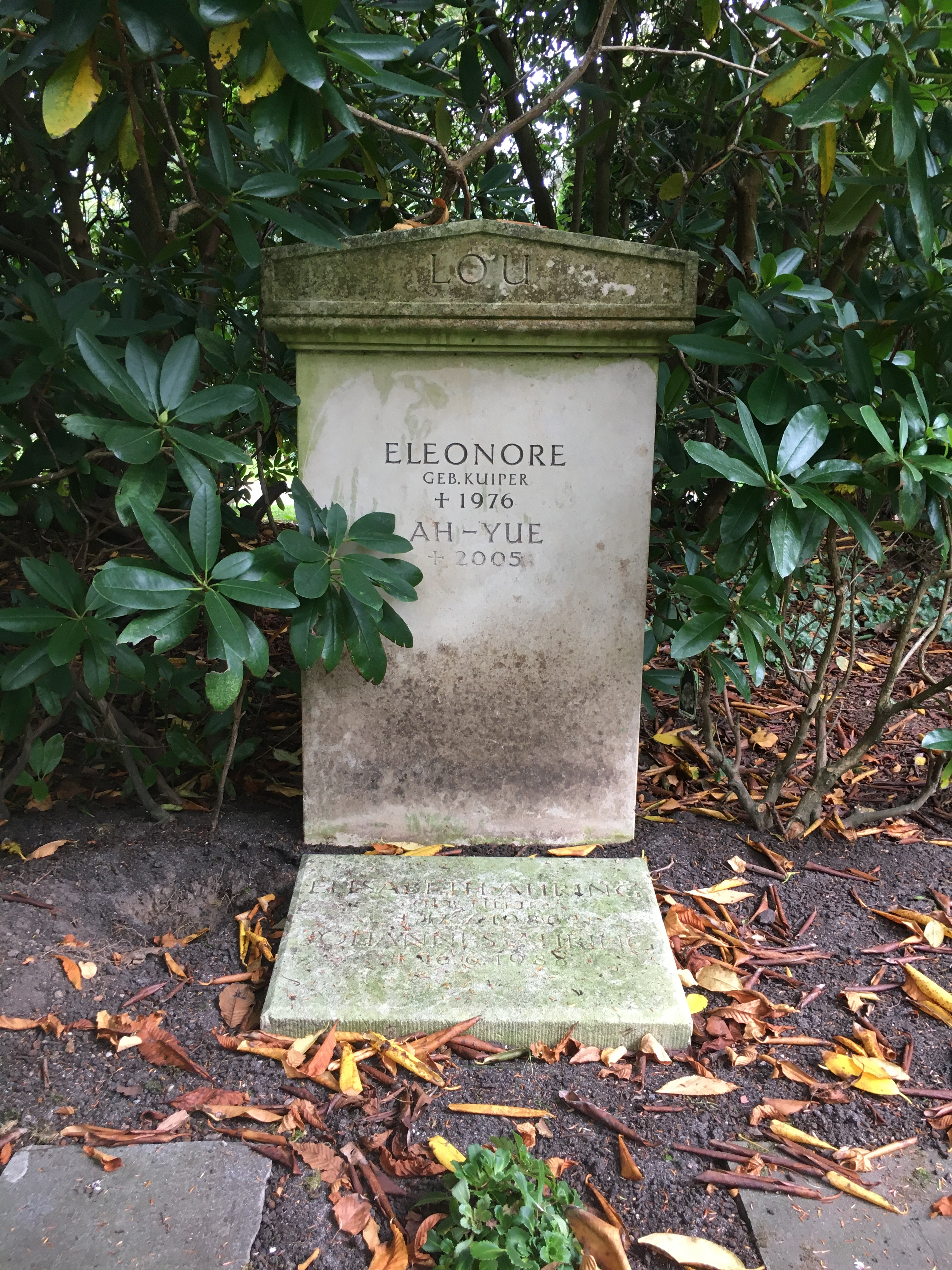
Grabstätte auf dem Friedhof Ohlsdorf

Ah Yue Lou war der Sohn einer Hamburger Krankenschwester und eines chinesischen Kapitäns aus Shanghai. Im Gegensatz zu seinem Freund Hans-Jürgen Massaquoi musste er in der Zeit des Nationalsozialismus nicht aufgrund seiner Herkunft die Schule aufgeben. Nach seiner Lehre als Modelltischler nahm er Schauspielunterricht bei Gustaf Gründgens in Hamburg. Da er – damals noch als chinesischer Staatsbürger – kein Mitglied der Deutschen Schauspielkammer werden konnte, bekam er auch keine Engagements als Schauspieler. Daher folgte er dem Rat eines Kollegen, mit Bodenakrobatik und Stepptanz in Varietés aufzutreten, so z. B. im Hansa-Theater, im Haus Vaterland in Hamburg oder im Friedrichstadtpalast in Berlin.
Kurz vor Kriegsende wurde Lou vor die Wahl gestellt, entweder zur Wehrmacht oder in ein Internierungslager zu gehen. Er entschied sich für die Fallschirmjägertruppe. Nach dem Krieg trat er zusammen mit Hans-Jürgen Massaquoi weiter als Akrobat und Tänzer zur Betreuung der englischen Besatzungstruppen (British Army Welfare Service) auf. Dieser wurde später durch sein Buch Neger, Neger, Schornsteinfeger bekannt, das auch verfilmt wurde. Erst danach bekam Lou auch Engagements in Film, Fernsehen und Theater.
Sein ungewöhnliches Aussehen ermöglichte ihm eine Karriere als Schauspieler in der Nachkriegszeit. So spielte Lou häufig asiatische „Bösewichte“. Zur damaligen Zeit gab es in Deutschland keine Konkurrenz für die Besetzung einer derartigen Rolle.
Ah Yue Lou wurde auf dem Hamburger Friedhof Ohlsdorf im Planquadrat V 11 nordöstlich von Kapelle 1 beigesetzt.

## Filmografie

### Spielfilme
- 1950: Das Mädchen aus der Südsee
- 1956: Geliebte Corinna
- 1962: Freddy und das Lied der Südsee
- 1964: Vorsicht Mister Dodd
- 1966: Die Hölle von Macao
- 1968: Blonde Engel sind nicht billig
- 1972: Ein achtbarer Mann (Un uomo da rispettare)
- 1978: Fedora

### Serien
- 1958: Stahlnetz: Die Tote im Hafenbecken
- 1965: Gestatten, mein Name ist Cox
- 1968: Hafenkrankenhaus (Fernsehserie)
- 1969: Percy Stuart
- 1972: Butler Parker
- 1979: St. Pauli-Landungsbrücken
- 1986: Detektivbüro Roth
- 1990: Ein Schloß am Wörthersee
- 1996: Der Mann ohne Schatten
- 1996: Alarm für Cobra 11 – Die Autobahnpolizei
- 1997: Die Gang

## Theater
- Die lustige Witwe
- Im weißen Rößl
- Heimweh nach St. Pauli
- Der Zarewitsch
- Das Ende vom Lied